# Falometría
La pletismografía peniana (en inglés Penile plethysmography (PPG)), falometría o registro del volumen del pulso peniano se refiere a la medición de flujo sanguíneo del pene. Los métodos más comunes para su realización implican la medición de la circunferencia del pene con una galga extensiométrica de mercurio, o el volumen fálico con un manguito inflable cilíndrico y hermético en la base del pene. La medición con pletismógrafo del cuerpo cavernoso del falo mide los cambios en la excitabilidad nerviosa durante cirugía mediante estimulación eléctrica. La determinación volumétrica fue inventado por Kurt Freund, y es más preciso que el procedimiento circunferencial que se desarrolló poco después, que es el más comúnmente utilizado.